# Confine tra Malawi e Tanzania
Il confine tra il Malawi e la Tanzania ha una lunghezza di 512 km e va dal triplice confine con lo Zambia a nord-ovest, fino al triplice confine con il Mozambico a sud-est.

## Descrizione
Il confine si dirama generalmente in direzione sud-est partendo dal triplice confine con lo Zambia ed è delimitato per gran parte del suo tracciato terrestre dal fiume Songwe. Dalla foce del fiume la linea di confine segue la riva est del lago Malawi fino al triplice confine con il Mozambico. La Tanzania rivendica il riconoscimento della metà delle acque settentrionali del lago. Il confine terrestre separa la Regione Settentrionale del Malawi dalla regione tanzaniana di Mbeya.

## Storia
Il confine tra i due paesi risale all'epoca coloniale quando Gran Bretagna e Germania, a partire dal 1886, stabilirono le loro reciproche sfere di influenza poste in Africa orientale.
Nel 1890, il trattato anglo-tedesco di Hegoland delimitò in via generale i confini tra i territori del Tanganica, appartenente all'Africa orientale tedesca e del protettorato del Nyasaland, corrispondente all'odierno Malawi. Una commissione anglo-tedesca determinò l'attuale allineamento di confine tra i laghi Tanganica e Malawi nel 1898 e l'accordo che ne scaturì fu firmato da Gran Bretagna e Germania nel 1901. ll triplice confine con il Malawi fu delineato secondo i termini stabiliti in un documento del governo britannico nel febbraio 1891 relativo alle operazioni della British South Africa Company che governava le aree corrispondenti alla Rhodesia meridionale.
Tra la fine della prima guerra mondiale e l'indipendenza del Tanganica nel 1963, il confine era di portata interterritoriale nell'ambito delle entità coloniali britanniche. Il confine stabilito venne accettato dalla Repubblica del Tanganica, divenuta successivamente Repubblica Unita di Tanzania con l'unione di Tanganica e Zanzibar e dalla Repubblica del Malawi dopo aver acquisito l'indipendenza.

## Disputa territoriale

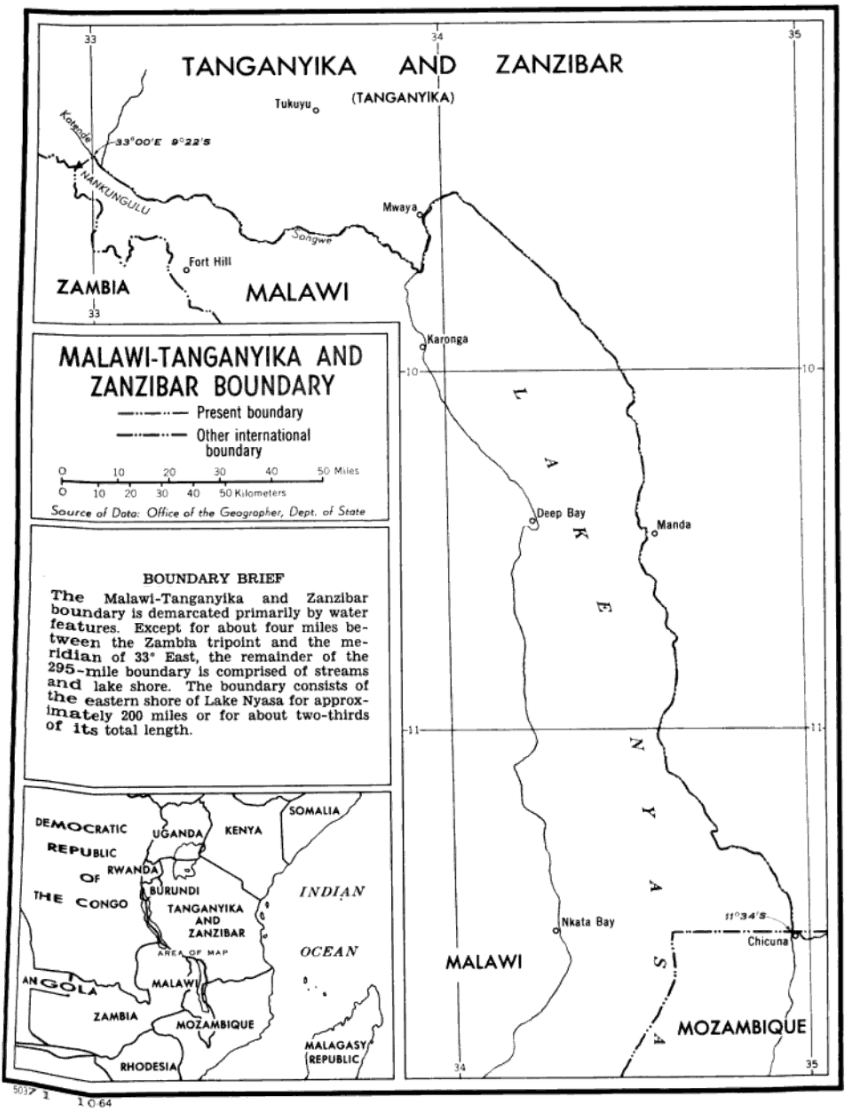
Mappa del confine tra il Malawi e la Tanzania

Una disputa territoriale, risalente alla spartizione coloniale, coinvolge i due paesi sul confine posto sul Lago Malawi e del tortuoso fiume Songwe. Il Malawi reclama la giurisdizione sull'intero specchio d'acqua del lago, fino sotto la costa tanzaniana, mentre la Tanzania sostiene che il confine debba correre lungo la linea mediana del lago. Il conflitto si è riacceso nel 2012 quando il Malawi ha concesso una licenza a una compagnia britannica per l'esplorazione petrolifera sul lago. La mancanza di progressi sui negoziati ha portato all'ipotesi di deferire la controversia alla Corte internazionale di giustizia.

## Attraversamenti al confine
L'unico passaggio terrestre dalla Tanzania al Malawi è attraverso il ponte sul fiume Songwe, nella località di Kasmulu, a sud-est della città tanzaniana di Mbeya.